# تتسویا کویشی
تتسویا کویشی (انگلیسی: Tetsuya Koishi؛ زادهٔ ۲۱ سپتامبر ۱۹۹۰) بازیکن فوتبال اهل ژاپن است.